# Jacques Kornprobst
Pour les articles homonymes, voir Kornprobst.
Jacques Kornprobst est un géologue et volcanologue français, né à Strasbourg le 1er juin 1937. Professeur émérite à l'Université Blaise-Pascal de Clermont-Ferrand, il a été directeur de l'Observatoire de physique du globe de Clermont-Ferrand et du Laboratoire Magmas et Volcans. Il a été  président du conseil scientifique de Vulcania de 1994 à 2014.

## Carrière
Après avoir obtenu le doctorat ès-sciences à l'université Paris VI en 1971, il a été nommé professeur de géologie à l'université de Clermont-Ferrand en 1973, où il a fait toute la suite de sa carrière.
Il a dirigé le département de géologie de 1977 à 1981. En 1984, il a créé le Centre de recherches volcanologiques. En 1988, il est devenu directeur de l'Observatoire de physique du globe de Clermont-Ferrand et de 1994 à 1996 il a dirigé le Laboratoire Magmas et Volcans.
De 1994 à 2004, il a été président du conseil scientifique de Vulcania, garant de la qualité scientifique de cet équipement qui se veut un centre de culture scientifique autant qu'un parc de loisirs. Il est resté membre de ce conseil jusqu'en 2020.
Il a été président de la Société géologique de France en 1997 et 1998 et de la Société française de minéralogie et de cristallographie en 1989.

## Distinctions
Jacques Kornprobst est chevalier de la Légion d'honneur et chevalier dans l'ordre des Palmes académiques.
Il a reçu plusieurs récompenses scientifiques : lauréat du prix Pruvost de la Société géologique de France en 1977, médaille Hauÿ de la Société française de minéralogie et de cristallographie, médaille Annie Boué de la Société géologique de France en 1999, prix Fernand Mège de l'Académie des sciences, belles-lettres et arts de Clermont-Ferrand (2011).

### Publications
- Kimberlites - I: Kimberlites and related rocks; II: The Mantle and Crust-Mantle Relationships, Editeur, Amsterdam, Elsevier, 1984.  (ISBN 0-444-42273-0) et  (ISBN 0-444-42274-9).
- Les roches métamorphiques et leur signification géodynamique : précis de pétrologie, Paris, Masson, 1994 (manuel universitaire).  (ISBN 2-225-84425-9) Ouvrage traduit en espagnol, en anglais et en arabe.
- Métamorphisme et roches métamorphiques, Paris, Dunod, 3e éd., 2001 (manuel universitaire).  (ISBN 2-10-005622-0)
- Les volcans : comment ça marche ? (en collab. avec Christine Laverne, préf. de Hubert Curien), coll. « Géosciences », Paris, Éd. scientifiques GB / Orléans, BRGM, 2002, 75 p., ill.  (ISBN 2-84703-017-4) Ouvrage traduit en américain.
- À la conquête des grands fonds (en collab. avec Christine Laverne), préf. de Jean-François Minster, Éd. QUÆ, 2011.  (ISBN 9782759208944)

### Sources
- La Montagne, 19 janvier 2011 : « Jacques Kornprobst : Toute une vie au-dessus du volcan ».